# Sandi Patty
Sandi Patty, född 12 juli 1956 i Oklahoma City, är en amerikansk sångerska. Inom den amerikanska gospelbranschen var hon den ledande sångerskan under 1980- och 90-talen. Hon har tilldelats fler utmärkelser än någon annan kristen artist och har osannolika 33 Dove Awards, fem Grammis, tre platinaplattor och fem guldplattor, samt blivit utsedd till bästa sångerska av GMA Dove Awards elva år i rad, mellan 1982 och 1992.
När hennes debutalbum skulle tryckas 1979 missuppfattades hennes efternamn. Under lång tid valde Sandi att behålla stavningen som artistnamn - Sandi Patti.
Känd i USA som "the Voice" för sin stora musikalitet och sin mycket flexibla röst som hanterar en lång rad genrer. Mest känd är hon dock för sitt stora röstomfång och sina ofta dramatiska finaler.
Sandi Patty är den högst betalda av alla amerikanska gospelsångare och tar i genomsnitt 75 000 dollar för en konsert på två timmar.

## Diskografi
- 1978 - For My Friends (privat inspelning)
- 1979 - Sandi's Song
- 1981 - Love Overflowing
- 1982 - Lift Up the Lord
- 1983 - The Gift Goes On (Julskiva)
- 1983 - Live: More Than Wonderful
- 1984 - Songs from the Heart
- 1985 - Hymns Just for You
- 1986 - Morning Like This
- 1988 - Make His Praise Glorious
- 1989 - The Finest Moments
- 1989 - Sandi Patty and The Friendship Company
- 1990 - Another Time, Another Place
- 1991 - The Friendship Company: Open for Business
- 1992 - Hallmark Christmas: Celebrate Christmas! (6 songs)
- 1993 - LeVoyage
- 1994 - Quiet Reflections (samlingsalbum)
- 1994 - Find It On the Wings
- 1996 - Hallmark Christmas: It's Christmas! Sandi Patty & Peabo Bryson (6 songs)
- 1996 - An American Songbook (8 songs)
- 1997 - Artist of My Soul
- 1998 - Libertad Me Das (spanskspråkig)
- 1999 - Together: Sandi Patty & Kathy Troccoli
- 2000 - These Days
- 2001 - All the Best...Live!
- 2003 - Take Hold of Christ
- 2004 - Hymns of Faith...Songs of Inspiration (2 cd-skivor)
- 2005 - Yuletide Joy (Christmas)
- 2005 - Duets (Samlingsalbum med duetter)
- 2006 - The Voice of Christmas (Samlingsskiva med sånger från hennes fyra julskivor)
- 2007 - Falling Forward: Songs of Worship
- 2007 - The Definitive Collection Presents: Sandi Patty (Greatest Hits)